# Suzuki Swace
De Suzuki Swace is een auto uit de compacte klasse van het Japanse automerk Suzuki. In 2020 ging de wagen voor het eerst in productie; in september werd het model gelanceerd en vanaf november werd de Swace in Europa verkocht. De Swace is sterk gebaseerd op de Toyota Corolla TS. Suzuki werkt nauw samen met Toyota: Suzuki brengt grotere modellen op de Europese markt die gebaseerd zijn op Toyotamodellen en Toyota doet hetzelfde met kleinere modellen van Suzuki in Indië en Afrika. Op deze manier kan Suzuki voldoen aan de Europese regelgeving omtrent de CO2-uitstootboetes; de Swace is voor zijn formaat en gewicht namelijk vrij zuinig.
De Swace is een hybride auto met een 1,8 liter ottomotor. In 2023 werd een licht aangepast model op de markt gebracht met een krachtiger aandrijflijn.
Huidige modellen Europa:
Across ·
Ignis ·
Jimny ·
S-Cross ·
Swace ·
Swift · 
Vitara

Huidige modellen internationaal:
Alto Lapin · 
APV ·
Baleno ·
Carry · 
Celerio · 
Equator · 
Ertiga · 
Every ·
S-Presso ·
Landy ·
MR Wagon · 
Palette · 
Solio · 
Wagon R

Uit productie:
Cappuccino · 
Cara ·
Cervo · 
Forenza ·
Fronte · 
Grand Vitara · 
Grand Vitara XL-7 · 
Kei · 
Kizashi · 
Liana · 
LJ · 
Mighty Boy · 
Reno ·
SJ/Samurai · 
Splash ·
Suzulight · 
Twin · 
Verona ·
X-90 · 
XL7 · 
Wagon R+

Concept cars:
A-Star · 
Concept-S · 
Ionis ·
Concept Kizashi · 
Concept Kizashi 2 · 
Concept Kizashi 3 · 
Kizashi Apex Turbo ·
Kizashi EcoCharge ·
LC · 
Makai · 
Mom's Personal Wagon ·
Pixy en SCC · 
P.X · 
Q · 
RIII · 
Regina · 
S-Cross ·
Splash · 
Swift S · 
Swift PHEV ·
SXForce ·
X-Head · 
XA Alpha